# Покажите Солнце
«Покажите солнце» — девятый студийный альбом уфимской группы Lumen.

## Описание
17 июля 2020 года группа выпустила девятый студийный альбом «Покажите солнце». В режиме самоизоляции большая часть песен были записана не в студии, а дома у каждого участника отдельно. Сведение и мастеринг так же были сделаны Игорем «Гариком» Мамаевым в домашних условиях. В записи принял участие Юрий Юлианович Шевчук, совместно с которым музыканты исполнили его песню «В бой».
Первый сингл с альбома — «Смерч» увидел свет 6 марта. Песня посвящена тому, как строятся отношения между людьми и тому, что не каждые отношения могут быть идеальными, где партнеры «не лажают». Второй сингл — «Хороший царь и знакомая вонь» вышел 3 апреля. Песня представляет собой новый вариант композиции Егора Летова, написанной в середине 1980-х годов. По словам Рустема Булатова, эта песня отражает общность проблем российского общества. Третий сингл — «Весна», посвящённый актуальным событиям пандемии коронавируса и конституционной реформе, появился 14 апреля. Четвёртый сингл — «Не сейчас» вышел 25 мая. На эту песню музыканты создали видеоклип, смонтированный из фанатских роликов. В тексте песни проглядывается сатира на тех людей, которые отказываются воспринимать чужое мнение. Трек «В бой!» является ремейком одноимённого трека группы ДДТ 2005 года с альбома «Пропавший без вести». В песне «Двести» группа подтвердила свои пацифистские высказывания, которые доносились с помощью более ранних песен. «Ночь» тесно пересекается с треком «Секунда» из альбома «Мир» (2009) и она посвящена тому, чтобы почувствовать себя живым. «Электричество» — про космос внутри нас и вокруг нас, без которого невозможно объяснить устройство окружающего мира. В песне «Секрет» затрагивается тема измен, которой посвящены «Война и мир», «Домби и сын» и «Ярмарка тщеславия». Песня, озаглавившая альбом — «Покажите Солнце», — выражает его суть: иногда приходят темные времена, и в такие моменты нужен свет надежды — Солнце, которое зовет лирический герой песни. Трек «Колесо» критикует конкуренцию между людьми, принципам конкуренции можно противопоставить принципы солидарности, чтобы добиваться результата совместными усилиями, а не шагая по головам друг друга. Завершающая композиция «Проводник» останавливает повествование альбома на светлой ноте, когда даже в темные времена неизменно одно — каждый ищет свой дом. Каждый найдет дом себе, своим близким, страна станет домом для всех соотечественников, а планета домом для всего человечества.

## Рецензии
Данила Головкин оценил этот альбом как «вспышку, не свойственную русскому року», в которой переплетаются поп-музыка и песня протеста, к которым добавлена приставка «альтернативный».

## Список композиций
| №   | Название                       | Длительность |
| --- | ------------------------------ | ------------ |
| 1.  | «Хороший царь и знакомая вонь» | 3:21         |
| 2.  | «Смерч»                        | 4:12         |
| 3.  | «Не сейчас»                    | 3:40         |
| 4.  | «В бой!» (feat. Юрий Шевчук)   | 5:37         |
| 5.  | «Двести»                       | 4:48         |
| 6.  | «Ночь»                         | 3:46         |
| 7.  | «Электричество»                | 3:28         |
| 8.  | «Секрет»                       | 3:59         |
| 9.  | «Покажите солнце»              | 4:58         |
| 10. | «Весна»                        | 4:59         |
| 11. | «Колесо»                       | 4:43         |
| 12. | «Проводник»                    | 4:50         |

## Участники записи
- Рустем «Тэм» Булатов — вокал, семплы, клавишные, шумы
- Игорь «Гарик» Мамаев — гитара, акустическая гитара, бэк-вокал
- Евгений «Шмель» Тришин — бас-гитара
- Денис «Дэн» Шаханов — ударные.
- Юрий Шевчук (ДДТ) — вокал в треке «В бой!».